# Аркона (бронепалубен крайцер, 1902)
Аркона (на немски: SMS Arcona) – немски бронепалубен крайцер от времето на Първата световна война, деветия поред кораб от серията крайцери на типа „Газеле“, построени за Имперския германски флот. Април 1901 г. е заложен на стапелите на корабостроителницата „AG Weser“ в Бремен, спуснат на вода през октомври 1902 г., през май 1903 г. влиза в състава на Хохзеефлоте (Флота на откритото море). Въоръжен е с батарея от десет 105 mm оръдия и два 450 mm торпедни апарата. Развива скорост от 21,5 възела (39,8 km/h).
„Аркона“ служи в състава на три германски флота. През 1900-те служи в страната и чужбина. По време на Първата световна война е кораб на бреговата отбрана, а след това е спомагателен кораб за подводниците в Атлантика. След войната за кратко служи в състава на Райхсмарине след това е използван за спомагателни цели. След създаването на Кригсмарине през 1935 г. е преобразуван в плаваща зенитна батарея. До края на войната защитава немски пристанища и е потопен от екипажа си дни преди края на Втората световна война. Останките на кораба са разкомплектовани за метал в периода 1948 – 1949 г.

## Описание
„Аркона“ е заложен по договор „H“, корпусът е заложен в „AG Weser“ в Бремен 1901 г. Спуснат на вода на 22 октомври 1902 г., след което започват довършителните работи. На 12 май 1903 влиза в състава на флота на откритото море. Получава името си в чест на името на нос Аркона на германския остров Рюген. Корабът е 105 m дълъг, 12,2 m широк, с газене от 4,11 m, водоизместимост 3180 t при пълно бойно натоварване. Двигателната установка се състои от две „Компаунд“ трицилиндрови парни машини производство на AG Weser. Тя развива мощност от 8 хиляди к.с. (6 kW). Корабът развива скорост от 21,5 възела (39,8 km/h). Парата за машините се образува в десет водотръбни котли „военноморски“ тип. Крайцерът може да носи 700 тона въглища, което осигурява далечина на плаване 3560 морски мили (6610 km) на скорост в 10 възела (19 km/h). Екипажът се състои от 14 офицера и 256 матроса.
Въоръжението на крайцера са десет 105 mm скорострелни оръдия система SK L/40 на единични лафети. Две оръдия са в редица на носа, шест по бордовете, по три на всеки борд и две в редица на кърмата. Общият боекомплект е 1000 изстрела, по 100 на оръдие. Оръдията са с прицелна далечина на стрелбата 12 200 m. Също така корабът е въоръжен с два 450 mm подводни торпедни апарати с общ запас от пет торпеда.. Корабът е защитен от бронирана палуба дебела от 20 до 25 mm. Дебелината на стените на рубката е 80 mm, оръдията са защитени с тънки щитове с 50 mm дебелина.

## История на службата
След влизането в състава на флота „Аркона“ е приписан към разузнавателните сили. През 1905 г. е зачислена към дивизия на крайцери, заедно с еднотипния кораб „Фрауенлоб“ и крайцерите „Хамбург“ и „Фридрих Карл“. От 1907 г. служи в чужбина за три години. През 1909 г. крейсира до крайбрежието на САЩ, посещава Хонолулу. Там, на 10 декември, помага на британския търговски кораб „Celtic Chief“ заседнал на риф до Хонолулу. След като свалят товара от кораба, „Аркона“ го изтегля от рифа.
През 1910 г. се връща в Германия и продължава службата си във флота. През 1911 – 12 г. преминава модернизация в имперската корабостроителница във Вилхелмсхафен. От кораба са свалени две 105 mm оръдия. На палубата са поставени два 500 mm торпедни апарата, предвиден е склад за 200 мини. При връщането си на служба в 1913 г. корабът е отстранен от фронтова служба и се използва като опитен кораб за минна война. През 1914 г. на кораба върнати двете свалени през 1912 г. оръдия. След началото на Първата световна война, през август 1914 г., „Аркона“ служи като кораб на бреговата отбрана. По-късно е базиран в устието на река Емс, където координира радиовръзката с подводниците, атакуващи британските търговски съдове.
След войната Германия, съгласно Версайския договор, трябва да обезвреди всички мини в Северно море. В периода 1919 – 20 г. „Аркона“ се използва като плаваща база за минни тралчици, осъществяващи разминирането. След това през 1921 г. влиза в състава на новоорганизираната Райхсмарине и служи до 1923 г., докато не е отстранен от служба. На 15 януари 1930 г. е изключен от списъците на флота и служи като плаваща казарма, първоначално във Вилхелмсхафен, след 1936 г. в Свинемюнд (след създаването на Кригсмарине) и в Кил след 1938 г., където остава до началото на Втората световна война.
През май 1940 г. в хода на Втората световна война е преобразуван на зенитна батарея в Свинемюнд, където и се базира първоначално. Въоръжението му в тази роля е едно 105 mm оръдие система SK C/32, четири 105 mm оръдия система SK C/33, две 37 mm оръдия система SK C/30 и четири 20 mm оръдия. След това е преместен във Вилхелмсхафен, където е приписана към 233-та противовъздушна група, а после в Брунсбютел. На 3 май 1945 г. екипажът на „Аркона“ потопява кораба, за да избегне пленяването му. Въпреки това, на 7 май след германската капитулация силите на британския кралски флот установяват контрол над базата в Брунсбютел и пленяват военните кораби там, в числото на които попадат „Аркона“, четири подводници и сериозно повредения разрушител Z31. Германските екипажи под надзора на британците свалят боезапаса и демонтират въоръжението на корабите. Впоследствие „Аркона“, в периода 1948 – 49 г., е разкомплектован за скрап.

## Коментари
1. ↑  Префиксът „SMS“ е от на немски: Seiner Majestat Schiff (Кораб на Негово Величество).
2. ↑  Германските кораби при началото на тяхното строителство получават временни имена. За новите кораби се избират букви. Тези кораби, които трябва да заменят стари или загубени кораби получават приставката „Ерзац“ пред името на заменяемия кораб.
3. ↑  Съгласно номенклатурата на артилерията на флота на Германската империя „SK“ (Schnelladekanone) означава „скорострелно оръдие“, а L/40 означава сравнителната дължина на оръдието в калибри. В дадения случай L/40 означава, че дължината на оръдието съставлява 40 негови калибра (105 × 40).
4. ↑  Виж чл.193 от част 5-та на договора „Военноморски договорености“.